# Shūgo Oshinari
Shūgo Oshinari (jap. 忍成修吾 Oshinari Shūgo; ur. 5 marca 1981 w Chibie) – japoński aktor filmowy i telewizyjny.

## Filmografia

### Seriale
- 2002: Taiyō no kisetsu jako Naoto Motoshiro
- 2005: Hana yori dango jako Nakatsuka
- 2009: Orutorosu no inu jako Masato Yoshizumi
- 2013: Sodom no Ringo

### Filmy
- 2001: Aoi haru jako Yoshimura
- 2001: Tomie: Re-birth jako Hideo Kamata
- 2005: Birthday Wedding
- 2009: Baby, Baby, Baby! jako Yuji
- 2013: 100 kai nakukoto jako Musu (Keisuke Muto)